# Hammer Limburgo
La Hammer Limburgo (llamada oficialmente: Hammer Sportzone Limburg), es una carrera profesional de ciclismo en ruta por etapas que se realiza en Limburgo en los Países Bajos, la región de Limburgo alberga la innovadora carrera del grupo de Hammer Series, presentando tres días de competición con los mejores equipos del mundo.
La carrera fue creada en el 2017 y recibió la categoría 2.1 dentro de los Circuitos Continentales UCI formando parte del UCI Europe Tour.

## Palmarés
| Año  | Ganador               | Segundo          | Tercero        |
| ---- | --------------------- | ---------------- | -------------- |
| 2017 | Team Sky              | Team Sunweb      | Orica-Scott    |
| 2018 | Quick-Step Floors     | Mitchelton-Scott | Lotto NL-Jumbo |
| 2019 | Deceuninck-Quick Step | Team Jumbo-Visma | Bora-hansgrohe |

## Palmarés por países
| País        | Victorias |
| ----------- | --------- |
| Bélgica     | 2         |
| Reino Unido | 1         |